# Буффало Билл
Уи́льям Фре́дерик Ко́ди по прозвищу Бу́ффало Билл (или Баффало Билл [ˈbʌf.ə.loʊ bɪl]; англ. William Frederick “Buffalo Bill” Cody; 26 февраля 1846, округ Скотт — 10 января 1917, Денвер) — американский военный, предприниматель, антрепренёр и шоумен.

## Биография
Известность Буффало Биллу принесли устраиваемые им популярные зрелища «Дикий Запад», воссоздающие картины из быта индейцев и ковбоев (военные танцы, родео, состязания в стрельбе и т. п.). К участию в этих шоу Буффало Билл привлёк множество настоящих ковбоев и индейцев (среди которых был легендарный вождь Сидящий Бык, художник и оратор Пинающий Медведь, Короткий Бык, Летящее Облако, Скалистый Медведь, Спящий Стоя, Длинный Волк и др). С представлениями «Дикого Запада» Буффало Билл объездил всю Америку, а также посещал Европу в 1880—1900-е гг., создав в массовой культуре устойчивые классические образы.
В январе 1872 году Буффало Билл принимал великого князя Алексея Александровича на королевской охоте во время его визита в Америку.
В июне 1887 года дал представление в Лондоне на праздновании пятидесятилетней годовщины восшествия на трон королевы Виктории.
Известен убийством нескольких тысяч бизонов в период их массового истребления в США и одного индейца — шайенна Жёлтые Волосы, которого он победил в знаменитом поединке на Уорбоннет-Крик в 1876 году.

## Прозвище
Уильям Коди получил прозвище Буффало Билл после того, как подписал контракт, по которому обязался обеспечить рабочих Канзасской и Тихоокеанской железнодорожных компаний мясом бизонов. За восемнадцать месяцев (1867 — 1868) Коди убил 4280 бизонов.

## Экранизации
Персонаж Буффало Билла неоднократно появлялся на кино- и телеэкране. В 1898—1912 гг. сам Уильям Коди, затем эту роль исполняли многие американские актёры: Джордж Ваггнер, Уильям Фэрбэнкс, Джоэл Маккри, Чарлтон Хестон, Гай Стоквелл, Пол Ньюман, Роберт Доннер и др. В 1944 режиссёр Уильям Уэллман снял фильм «Буффало Билл» с Джоэлом Маккри в главной роли.
Марко Феррери в 1974 году снял комедию «Не прикасайся к белой женщине», пародию на вестерн, где персонаж Мишеля Пикколи Буффало Билл не интересуется ничем, кроме собственной славы и выступлений.

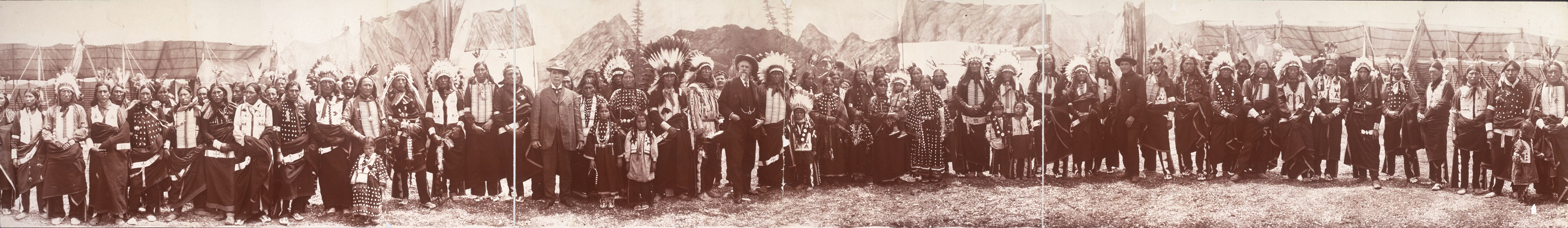
США. Индейцы и Буффало Билл, начало XX века.